# Otto Kuusinen

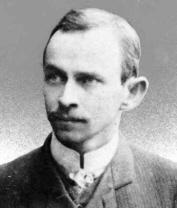
Otto Kuusinen

Otto Ville (Wilhelm) Kuusinen (Russisch: Отто Вильгельмович Куусинен, Otto Vilgelmovitsj Kuusinen) (Laukaa, 5 oktober 1881 - Moskou, 17 mei 1964) was een Fins en Sovjet-Russisch politicus, socialistisch theoreticus, literatuurhistoricus en dichter.

## Achtergrond  en studie
Otto Ville Kuusinen kwam uit een arme familie. In 1900 ging hij naar Helsinki waar hij esthetiek, filosofie en geschiedenis studeerde. Als student schreef hij artikelen voor het studententijdschrift Hälläpyörä. Naast zijn studie hield hij een winkel draaiende. In 1905 studeerde hij af. Het lag voor de hand dat hij carrière zou maken in de academische wereld.

## Sociaaldemocraat
In 1905 brak de Eerste Russische Revolutie uit. Deze revolutie was ook in Helsinki merkbaar. Tsaar Nicolaas II van Rusland, die groothertog van Finland was, herstelde na de revolutie de autonomie van Finland en de macht van het parlement van Finland. In hetzelfde jaar werd Kuusinen in het parlement gekozen voor de Sociaaldemocratische Partij. Kuusinen werd spoedig leider van de radicale fractie van de SDP. In 1906 bracht hij de gematigde partijvoorzitter Kari ten val. Kuusinen bleef lid van het parlement tot 1913. Van 1911 tot 1917 was hij voorzitter van de SDP.
In 1917, na de Februarirevolutie, werd Kuusinen opnieuw lid van het parlement.

## Leider van de Finse Socialistische Radenrepubliek en van de Democratische Republiek Finland
In januari 1918 werd Kuusinen in de Raad van Volkscommissarissen van de Finse Socialistische Radenrepubliek opgenomen. Hij werd volkscommissaris van Onderwijs. In feite was hij de niet-officiële leider van de radenrepubliek. Kuusinen was grotendeels verantwoordelijk voor de grondwet van de radenrepubliek. De grondwet was niet zo radicaal van karakter als de vijanden van de radenrepubliek beweerden. Zij was vrij gematigd van toon en sociaaldemocratisch en links liberaal van aard. Binnen de radenrepubliek behoorde Otto Kuusinen wel tot de meest radicale en bolsjewistische vleugel van de SDP. Van 13 tot 17 april 1918 was hij premier van de radenrepubliek. De radenrepubliek werd ten val gebracht door het Witte Leger van maarschalk Mannerheim. Kuusinen vluchtte daarop naar Moskou.
In 1918 was hij een van de oprichters van de Finse Communistische Partij (SKP). In 1920 werd Kuusinen tot Rus genaturaliseerd en van 1921 tot 1939 was hij secretaris van het Comintern (Communistische Internationale). In de Sovjet-Unie ontstond een grote kolonie van Finse socialisten. Tijdens de Grote Zuivering in de jaren 30 werden velen van hen vermoord of opgesloten in Stalins concentratiekampen (Goelag archipel). Kuusinens rol werd steeds belangrijker en hij werd een van de raadgevers van Stalin. Kuusinen stond bekend als een dogmatisch marxist, maar ook als redelijk liberaal in verhouding tot de meeste van Stalins raadgevers.
Toen de Sovjet-Unie op 30 november 1939 Finland aanviel kreeg Kuusinen van Stalin de opdracht om een 'democratische' regering op te zetten in Terijoki, een Finse grensstad die door het Rode Leger was veroverd. Kuusinen was van 1 december 1939 tot 12 maart 1940 voorzitter van de Finse Democratische Republiek, zoals de Terijoki-regering officieel werd genoemd. Kuusinens bewind in Terijoki werd door de USSR erkend als de ware Finse regering. Er werd zelfs een verdrag gesloten tussen de Democratische Republiek Finland en de Sovjet-Unie. Stalin dacht dat de arbeiders massaal de kant zouden kiezen van de Democratische Republiek, maar dit bleek niet het geval. Kuusinen werd door veel Finnen gezien als een verrader. Uiteindelijk sloten Finland en de USSR vrede. Het gebied rond Terijoki, Oost-Karelië genaamd, werd aan de Sovjet-Unie afgestaan.

## Voorzitter van de Opperste Sovjet van Oost-Karelië
Op 31 maart 1940 werd Kuusinen tot Voorzitter van de Opperste Sovjet van de Karelo-Finse Socialistische Sovjetrepubliek. Hiermee werd hij in feite staatshoofd van deze sovjetrepubliek. Ook onder Nikita Chroesjtsjov behield hij die functie.
In 1956 werd de Karelo-Finse SSR opgeheven en verloor Kuusinen zijn functie als voorzitter van de Opperste Sovjet.
Van 1946 tot 1953 en van 1957 tot 1964 was hij secretaris van het Centraal Comité van de Russische Communistische Partij (RCP). Van 1952 tot 1957 was Kuusinen lid van het Presidium van de Opperste Sovjet van de Sovjet-Unie.

## Ideoloog
Otto Kuusinen is een van de belangrijkste moderne marxistisch-leninistische ideologen van na de Russische Revolutie (1917). Kuusinen was een van de auteurs van de The Fundamentals in Marxism-Leninism. Dit boek is een moderne uiteenzetting van het dialectisch materialisme. Als liberaal communist bepleitte Kuusinen later zelfs de opheffing van de Dictatuur van het proletariaat.
In 1958 werd hij lid van de Sovjetacademie van Wetenschappen.

## Familieleven
Otto Kuusinen trouwde in 1902 met Saima Pauliina Dahlström bij wie hij zes kinderen kreeg. Hij scheidde zich later van haar en in 1922 trouwde hij Aino (Sarola) Turtiainen. In het midden van de jaren 30 scheidde hij en in 1936 trouwde hij met Maria Amiragova. Zijn tweede vrouw verdween voor 15 jaar in een strafkamp en ontving nimmer hulp van haar ex-man. Daarnaast had hij relaties met andere vrouwen. Zijn zoon Esa werd tijdens de Grote Zuivering opgepakt en in een strafkamp opgesloten. Hij overleefde het kamp maar overleed later aan tuberculose. Zijn dochter Hertta Kuusinen was een belangrijke figuur binnen de naoorlogse Finse Communistische Partij.